# مصعب بن سعود بن عبد العزيز آل سعود
الأمير مصعب بن سعود بن عبد العزيز آل سعود الابن الثاني والأربعون من أبناء الملك سعود بن عبد العزيز آل سعود ووالدته هي الأميرة فرح بنت محمد بن عبد الرحمن آل سعود، رحمها الله حصل على الثانوية من معهد العاصمة النموذجي، ابتعث من وزارة الداخلية وحصل على البكالوريوس من جامعة UPS بمدينة سياتل ولاية واشنطن بالولايات المتحدة الأمريكية، يعمل مستشارًا بوزارة الداخلية.

## أسرته

### زوجاته
- الأميرة مي بنت مساعد بن أحمد السديري. والدة الأمير سعود، الأمير فيصل، الأمير نواف، الأمير سلمان، الأميرة مرام، والأميرة ريما.
- الأميرة اماني بنت راشد الشامسي.

والدة الأمير غالب ، الأمير فهد ، الأمير عبدالعزيز ، الأميره مها ، الأميره فرح

### أبناؤه
- الأمير سعود بن مصعب بن سعود (وهو أكبر أبنائه - خريج مدارس نجد - خريج جامعة الملك سعود). متزوج من كريمة الشيخ عبد الرحمن بن عبد الله المهيدب.[1] وله إبنه الاميره نسرين بنت سعود
- الأمير فيصل بن مصعب بن سعود ( خريج مدارس نجد).
- الأمير نواف بن مصعب بن سعود (خريج مدارس الرياض).
- الأمير سلمان بن مصعب بن سعود (خريج مدارس الرياض ـ خريج جامعة اليمامة). متزوج من كريمة الشيخ هديب بن محمد الجش المطيري.[2]
- الأميرة مرام بنت مصعب بن سعود (وهي أكبر بناته - خريجة مدارس المملكة).
- الأمير غالب بن مصعب بن سعود (خريج مدارس دار العلوم).
- الأميرة مها بنت مصعب بن سعود (خريجة مدارس المملكة وبكالروس طب من جامعة الفيصل ) وتدرس حاليا ماجستير
- الأميرة ريما بنت مصعب بن سعود (خريجة مدارس التربية الاهلية).
- الأمير فهد بن مصعب بن سعود (خريج مدارس المملكة - خريج جامعة اليمامة).
- الأميرة فرح بنت مصعب بن سعود (وهي أصغر بناته)
- الأمير عبد العزيز بن مصعب بن سعود (وهو أصغر أبنائه).